# Symphyllia recta
Symphyllia recta är en korallart som först beskrevs av James Dwight Dana 1846.  Symphyllia recta ingår i släktet Symphyllia och familjen Mussidae. IUCN kategoriserar arten globalt som livskraftig. Inga underarter finns listade i Catalogue of Life.